# Alexander Brimson

a Compétitions nationales et continentales officielles uniquement.

b Matchs officiels uniquement.
Alexander James Brimson dit AJ Brimson, né le 9 septembre 1998 à Brisbane (Australie), est un joueur de rugby à XIII australien évoluant au poste de demi d'ouverture dans les années 2010.
Il fait ses débuts en National Rugby League (« NRL ») avec les Titans de Gold Coast lors de la saison 2018. Il remporte la Coupe du monde de rugby à neuf en 2019 avec l'Australie.

## Palmarès
- Collectif :
  - Vainqueur du State of Origin : 2020 et 2023 (Queensland).
  - Vainqueur de la Coupe du monde de rugby à neuf : 2019 (Australie).

### En club

#### Statistiques
| Saison | Club              | Compétition           | Matchs | Points | Essais | Goals | Drops |
| ------ | ----------------- | --------------------- | ------ | ------ | ------ | ----- | ----- |
| 2018   | Gold Coast Titans | National Rugby League | 15     | 28     | 7      | -     | -     |
| 2019   | Gold Coast Titans | National Rugby League | 21     | 16     | 4      | -     | -     |
| 2020   | Gold Coast Titans | National Rugby League | 9      | 28     | 7      | -     | -     |
| 2021   | Gold Coast Titans | National Rugby League | 1      | -      | -      | -     | -     |